# Liste der Naturdenkmäler im Landkreis Bamberg
Die Liste der Naturdenkmäler im Landkreis Bamberg nennt die Naturdenkmäler in den Städten und Gemeinden im Landkreis Bamberg in Bayern. Die Naturdenkmäler wurden 2009 in einer Sammelverordnung zusammengefasst veröffentlicht und bis 2016 durch fünf Neuverordnungen ergänzt.

## Naturdenkmäler

### Buttenheim
In Buttenheim gab es diese Naturdenkmäler.
| Bild | Nummer       | Bezeichnung | Ortsteil        | Flurstück | Lage | Beschreibung |
| ---- | ------------ | ----------- | --------------- | --------- | --- | ------------ |
|      | 10, ND-03911 | 1 Linde     | Tiefenhöchstadt | 1220/1    | ca. 300 m südwestlich Kälberberg an einem Feldwege-Dreieck (49° 50′ 51,3″ N, 11° 3′ 23,3″ O)                     |              |
|      | 11, ND-03906 | 1 Linde     | Tiefenhöchstadt | 1214      | am westlich Ortsausgang von Hochstall, westlich der Straße Richtung Kälberberg (49° 50′ 38,5″ N, 11° 3′ 35,5″ O) |              |

### Ebrach
In Ebrach gab es dieses Naturdenkmal.
| Bild | Nummer       | Bezeichnung   | Ortsteil | Flurstück | Lage                                                                                  | Beschreibung |
| ---- | ------------ | ------------- | -------- | --------- | ------------------------------------------------------------------------------------- | ------------ |
|      | 12, ND-03532 | Friedenslinde | Ebrach   | 1         | in der Grünanlage am Zugang zur Jugendstrafanstalt (49° 50′ 51,7″ N, 10° 29′ 36,8″ O) |              |

### Hallstadt
In Hallstadt gab es diese Naturdenkmäler.
| Bild           | Nummer       | Bezeichnung                  | Ortsteil  | Flurstück | Lage                                                               | Beschreibung                                                                                |
| -------------- | ------------ | ---------------------------- | --------- | --------- | ------------------------------------------------------------------ | ------------------------------------------------------------------------------------------- |
| weitere Bilder | 16, ND-04404 | Eiche                        | Hallstadt | 90/224    | am Wendehammer der Kilianstraße (49° 55′ 54,2″ N, 10° 52′ 51,9″ O) |                                                                                             |
| weitere Bilder | ND-06940     | Ahorn nördlich von Dörfleins | Hallstadt | 4050      | (49° 56′ 11,4″ N, 10° 51′ 50,8″ O)                                 | Schutzgrund: Der Baum bereichert und prägt durch seine Schönheit und Dominanz das Ortsbild. |

### Heiligenstadt in Oberfranken
In Heiligenstadt in Oberfranken gab es diese Naturdenkmäler.
| Bild           | Nummer       | Bezeichnung                             | Ortsteil         | Flurstück                                                        | Lage | Beschreibung |
| -------------- | ------------ | --------------------------------------- | ---------------- | ---------------------------------------------------------------- | --- | ------------ |
|                | 17, ND-03909 | Dolomitfelsen „Pfarrwaldfelsen“         | Heiligenstadt    | 596                                                              | ca. 2 km westlich von Heiligenstadt, 200 m westlich des Wanderparkplatzes an der Straße von Heiligenstadt nach Kalteneggolsfeld (49° 51′ 24″ N, 11° 8′ 48″ O) Karte: 1127948718 auf OpenStreetMap |              |
| weitere Bilder | 18, ND-03519 | Grabhügelfeld                           | Hohenpölz        | 556                                                              | ca. 300 m östlich der Kirche direkt am Flurbereinigungsweg (49° 54′ 32,2″ N, 11° 9′ 2,2″ O) Karte: 224904332 auf OpenStreetMap                                                                    |              |
| weitere Bilder | 19, ND-03523 | Friedhoflinde                           | Hohenpölz        | 556                                                              | an der Nordecke des Kirchhofs (49° 54′ 33,3″ N, 11° 8′ 45,3″ O) |              |
| weitere Bilder | 20, ND-03520 | Felsgruppe „Heroldsstein“               | Hohenpölz        | 247, 248                                                         | ca. 800 m südwestlich von Hohenpölz am linken Talrand des ausstreichenden Trockentals der Leinleiter (49° 54′ 1,3″ N, 11° 8′ 36,4″ O) Karte: 1127948717 auf OpenStreetMap                         |              |
| weitere Bilder | 21, ND-03919 | 1 Linde                                 | Kalteneggolsfeld | 95                                                               | In der Ortsmitte am Dorfbrunnen 49° 50′ 45,9″ N, 11° 7′ 8,4″ O |              |
|                | 22, ND-03910 | Hütigstein                              | Kalteneggolsfeld | 519                                                              | ca. 1,3 km nordöstlich Kalteneggolsfeld, ca. 150 m nördlich der Kreisstraße (49° 51′ 1,7″ N, 11° 8′ 3,5″ O) Karte: 1127948716 auf OpenStreetMap                                                   |              |
|                | 23, ND-03912 | 1 Linde                                 | Lindach          | 204                                                              | ca. 400 m nordwestlich von Lindach am Gemeindebrunnen (49° 53′ 40,8″ N, 11° 4′ 47,1″ O) |              |
| weitere Bilder | 24, ND-03917 | Dolomitfelsgruppe Kreuzstein            | Oberleinleiter   | 391                                                              | am Westhang des Leinleitertales, ca. 500 m östlich von Oberleinleiter (49° 53′ 5,5″ N, 11° 8′ 0,3″ O) Karte: 1127948715 auf OpenStreetMap                                                         |              |
|                | 25, ND-03916 | Basaltvorkommen                         | Oberleinleiter   | 338, 422                                                         | ca. 900 m östlich von Oberleinleiter auf der Hochebene (49° 53′ 4,7″ N, 11° 8′ 33,5″ O) Karte: 1127951424 auf OpenStreetMap                                                                       |              |
|                | 26, ND-03544 | Üblitzberghöhle                         | Siegritz         | 171                                                              | ca. 1 km östlich von Siegritz am Nordhang des Üblitzberges (49° 51′ 10,5″ N, 11° 13′ 12,5″ O) Karte: 1127951423 auf OpenStreetMap                                                                 |              |
|                | 27, ND-03543 | Hochbühlhöhle                           | Siegritz         | 186                                                              | ca. 500 m nördlich von Siegritz, ca. 150 m östlich der Kreisstraße BA 19 (49° 51′ 27,8″ N, 11° 12′ 45″ O) Karte: 1127951422 auf OpenStreetMap                                                     |              |
|                | 28, ND-03548 | Höhle „Polsterloch“                     | Siegritz         | 1408                                                             | ca. 200 m nördlich von Leidingshof am Südhang eines kleinen Tales (49° 50′ 39,1″ N, 11° 12′ 31,2″ O) Karte: 1127951421 auf OpenStreetMap                                                          |              |
|                | 29, ND-03550 | Dolomitfels „Kühstein“                  | Siegritz         | 1114                                                             | ca. 400 m westlich der Aussiedlerhöfe an der Kreisstraße BA 19 nördlich von Siegritz (49° 51′ 28,1″ N, 11° 12′ 18,6″ O) Karte: 1127956638 auf OpenStreetMap                                       |              |
|                | 30, ND-03547 | Wernquelle                              | Siegritz         | 903                                                              | ca. 700 m südlich von Stücht an einer Weggabel des Forstweges durch das Werntal (49° 51′ 43,1″ N, 11° 11′ 41,8″ O) Karte: 1127956637 auf OpenStreetMap                                            |              |
|                | 31, ND-03549 | Kerbtal, der Frauengrund                | Siegritz         | 1120, 1118, 1117, 1116, 1115, 1114, 1113, 1107, 1106, 1103, 1102 | ca. 800 m nordwestlich von Siegritz am alten Fußweg Neudorf-Schulmühle (49° 51′ 34,4″ N, 11° 12′ 21″ O) Karte: 1127956636 auf OpenStreetMap                                                       |              |
|                | 32, ND-03546 | Felsental                               | Siegritz         | 1409, 1411, 1556, 1557, 1675                                     | von der Wegkehre im Leidingshofer Tal nach Norden (49° 50′ 36,3″ N, 11° 12′ 32″ O) Karte: 1127957064 auf OpenStreetMap                                                                            |              |
| weitere Bilder | 33, ND-03780 | Schafhoflinde bei Leidingshof           | Siegritz         | 1512                                                             | westlich Ortseingang von Leidingshof (49° 50′ 28,8″ N, 11° 12′ 35,9″ O) |              |
| weitere Bilder | 34, ND-03920 | 1 Linde „Große Linde“                   | Teuchatz         | 120/8                                                            | ca. 600 m östlich von Teuchatz an der Staatsstraße St 2188 Richtung Burggrub. 49° 52′ 20,4″ N, 11° 6′ 9″ O                                                                                        |              |
| weitere Bilder | 35, ND-03922 | 1 Linde                                 | Teuchatz         | 274                                                              | ca. 300 m südlich von Teuchatz östlich der Abzweigung nach Zeegendorf (49° 52′ 4,9″ N, 11° 5′ 21,7″ O)                                                                                            |              |
|                | 36, ND-03918 | 1 Linde                                 | Teuchatz         | 402                                                              | ca. 1,3 km südlich von Teuchatz (49° 51′ 50,8″ N, 11° 5′ 41,1″ O) |              |
| weitere Bilder | 37, ND-03921 | Seigelstein                             | Tiefenpölz       | 328                                                              | ca. 900 m südwestlich von Tiefenpölz (49° 53′ 0″ N, 11° 6′ 12,2″ O) Karte: 1127961122 auf OpenStreetMap                                                                                           |              |
| weitere Bilder | 38, ND-03545 | Felsengruppe „Totenstein“               | Traindorf        | 1148, 1149, 1150, 1356                                           | am Osthang des Leinleitertales ca. 500 m von Veilbronn (49° 50′ 31,6″ N, 11° 11′ 33,7″ O) Karte: 1127961118 auf OpenStreetMap                                                                     |              |
| weitere Bilder | 39, ND-03913 | Felsgruppe „Rothenstein“ mit den Höhlen | Zoggendorf       | 176                                                              | ca. 500 m südöstlich von Burggrub, am Nordhang des Altenbergs (49° 52′ 8″ N, 11° 8′ 11,4″ O) Karte: 1127961117 auf OpenStreetMap                                                                  |              |
|                | 40, ND-03914 | Felsgruppe „Schwedenfelsen“ mit Höhle   | Zoggendorf       | 177                                                              | ca. 500 m südöstlich von Burggrub, am Nordhang des Altenbergs (49° 52′ 11,9″ N, 11° 8′ 34,4″ O) Karte: 1127961116 auf OpenStreetMap                                                               |              |

### Königsfeld
In Königsfeld gab es diese Naturdenkmäler.
| Bild           | Nummer       | Bezeichnung                     | Ortsteil      | Flurstück | Lage | Beschreibung                                                                                |
| -------------- | ------------ | ------------------------------- | ------------- | --------- | --- | ------------------------------------------------------------------------------------------- |
| weitere Bilder | 41, ND-03521 | Aufseßquelle                    | Königsfeld    | 104/1     | am Westausgang von Königsfeld, gegenüber der Einmündung des Pfarrer-Funk-Weges (49° 56′ 40,1″ N, 11° 9′ 35,9″ O) Karte: 1128007527 auf OpenStreetMap |                                                                                             |
|                | 42, ND-03529 | Dolomitfelsgruppe „Gimpelstein“ | Königsfeld    | 1196      | direkt nördlich von Kotzendorf, am linken Talrand des Aufseßtals (49° 56′ 24,8″ N, 11° 10′ 57,7″ O) Karte: 1128007530 auf OpenStreetMap              |                                                                                             |
|                | 43, ND-03530 | Dolomitfelsgruppe „Sulzenstein“ | Königsfeld    | 289       | am linken Talrand des Aufseßtals, ca. 300 m nördlich der Mittelmühle (49° 56′ 28,9″ N, 11° 10′ 48,4″ O) Karte: 1128008451 auf OpenStreetMap          |                                                                                             |
|                | 44, ND-04417 | Doline                          | Voitmannsdorf | 1482      | ca. 2,5 km südwestlich von Voitmannsdorf (49° 55′ 6,6″ N, 11° 10′ 19,3″ O) Karte: 1128007529 auf OpenStreetMap                                       |                                                                                             |
|                | ND-06939     | 4 Linden bei Voitmannsdorf      | Voitmannsdorf | 361       | (49° 55′ 29,5″ N, 11° 11′ 46,1″ O) Karte: 1128007528 auf OpenStreetMap                                                                               | Schutzgrund: De Bäume bereichern und prägen durch ihre Schönheit und Dominanz das Ortsbild. |

### Lisberg
In Lisberg gab es dieses Naturdenkmal.
| Bild           | Nummer       | Bezeichnung | Ortsteil | Flurstück | Lage | Beschreibung |
| -------------- | ------------ | ----------- | -------- | --------- | --- | ------------ |
| weitere Bilder | 45, ND-03536 | 2 Linden    | Lisberg  | 216       | ca. 600 m südöstlich von Lisberg, nördlich der Gemeindeverbindungsstraße nach Frenshof (49° 52′ 49,7″ N, 10° 43′ 18,1″ O) |              |

### Litzendorf
In Litzendorf gab es dieses Naturdenkmal.
| Bild           | Nummer       | Bezeichnung | Ortsteil  | Flurstück | Lage | Beschreibung |
| -------------- | ------------ | ----------- | --------- | --------- | --- | ------------ |
| weitere Bilder | 46, ND-03734 | 1 Linde     | Pödeldorf | 105       | auf der Höhe zwischen Pödeldorf und Naisa, ca. 50 m östlich des Ortsrandes (49° 54′ 34,1″ N, 10° 59′ 44,8″ O) |              |

### Memmelsdorf
In Memmelsdorf gab es diese Naturdenkmäler.
| Bild | Nummer       | Bezeichnung                                    | Ortsteil    | Flurstück | Lage                                                                   | Beschreibung                                                                                 |
| ---- | ------------ | ---------------------------------------------- | ----------- | --------- | ---------------------------------------------------------------------- | -------------------------------------------------------------------------------------------- |
|      | 47, ND-03571 | Eiche am Höhnskeller                           | Memmelsdorf | 219       | am Treppenaufgang zum Höhnskeller. (49° 55′ 58,1″ N, 10° 57′ 30,6″ O)  |                                                                                              |
|      | ND-07104     | 2 Eichen in der Mühläckerstraße in Memmelsdorf | Memmelsdorf | 223/9     | (49° 55′ 55,3″ N, 10° 57′ 27,8″ O) Karte: 1128035265 auf OpenStreetMap | Schutzgrund: Die Bäume bereichern und prägen durch ihre Schönheit und Dominanz das Ortsbild. |

### Oberhaid
In Oberhaid gab es dieses Naturdenkmal.
| Bild           | Nummer       | Bezeichnung | Ortsteil  | Flurstück | Lage | Beschreibung |
| -------------- | ------------ | ----------- | --------- | --------- | --- | ------------ |
| weitere Bilder | 48, ND-03903 | 1 Linde     | Unterhaid | 669       | ca. 200 m nördlich der Bahnunterführung im Baumfeld östlich des Flurbereinigungsweges (49° 56′ 20,9″ N, 10° 47′ 17,1″ O) |              |

### Pettstadt
In Pettstadt gab es dieses Naturdenkmal.
| Bild | Nummer       | Bezeichnung | Ortsteil  | Flurstück | Lage                                                                              | Beschreibung |
| ---- | ------------ | ----------- | --------- | --------- | --------------------------------------------------------------------------------- | ------------ |
|      | 49, ND-03542 | 1 Eiche     | Pettstadt | 959/12    | Einmündung des Eichenweges in die Hauptstraße. (49° 49′ 52,8″ N, 10° 55′ 54,6″ O) |              |

### Pommersfelden
In Pommersfelden gab es dieses Naturdenkmal.
| Bild                             | Nummer       | Bezeichnung | Ortsteil | Flurstück | Lage | Beschreibung          |
| -------------------------------- | ------------ | ----------- | -------- | --------- | --- | --------------------- |
| Vollandseiche in Steppach (2012) | 50, ND-03551 | 1 Eiche     | Steppach | 128       | am südwestlich Ortsausgang Richtung Stolzenroth über Kelleranlagen nordwestlich der Staatsstraße 2260 (49° 46′ 16,1″ N, 10° 48′ 7,6″ O) | Vollandseiche genannt |

### Rattelsdorf
In Rattelsdorf gab es diese Naturdenkmäler.
| Bild           | Nummer       | Bezeichnung | Ortsteil | Flurstück | Lage                                                                               | Beschreibung |
| -------------- | ------------ | ----------- | -------- | --------- | ---------------------------------------------------------------------------------- | ------------ |
| weitere Bilder | 51, ND-03514 | Sommerlinde | Ebing    | 1136      | ca. 800 m südwestlich von Ebing an einer Kapelle (50° 0′ 12,7″ N, 10° 53′ 44,2″ O) |              |
| weitere Bilder | 52, ND-03900 | 2 Linden    | Mürsbach | 153       | am Marienbildstock in der Ortsmitte (50° 3′ 40,5″ N, 10° 51′ 44″ O)                |              |

### Scheßlitz
In Scheßlitz gab es diese Naturdenkmäler.
| Bild                            | Nummer       | Bezeichnung                               | Ortsteil         | Flurstück                                                  | Lage | Beschreibung |
| ------------------------------- | ------------ | ----------------------------------------- | ---------------- | ---------------------------------------------------------- | --- | ------------ |
| Eiche, Burgellern bei Scheßlitz | 55, ND-03522 | 1 Eiche                                   | Burgellern       | 971                                                        | ca. 1,3 km nordwestlich von Burgellern (49° 59′ 55,7″ N, 11° 2′ 10,9″ O)                                                                               |              |
|                                 | 56, ND-03524 | Heidenstein                               | Ludwag           | 945                                                        | ca. 1 km nordwestlich von Ludwag, 700 m nordöstlich des Ludwager Kulms (49° 57′ 43,2″ N, 11° 4′ 41,8″ O) Karte: 1128131662 auf OpenStreetMap           |              |
|                                 | 57, ND-03904 | Eibenbestand                              | Neudorf          | 469, 470, 471, 472, 473, 476, 477, 478, 479, 480, 481, 482 | im Pünzendorfer Tal, östlich des alten Ortsverbindungsweges Pünzendorf – Neudorf (49° 56′ 40,3″ N, 11° 4′ 8,5″ O) Karte: 1130682027 auf OpenStreetMap  |              |
|                                 | 58, ND-03767 | Kalkflachmoor                             | Peulendorf       | 766                                                        | ca. 500 m südöstlich von Pünzendorf (49° 56′ 41,7″ N, 11° 3′ 46,4″ O) Karte: 1130682026 auf OpenStreetMap                                              |              |
|                                 | 59, ND-03905 | Krippenwaldung                            | Peulendorf       | 736, 737, 738, 789/2, 789/4, 787, 787/2, 788,789           | im Pünzendorfer Tal, östlich des alten Ortsverbindungsweges Pünzendorf – Neudorf (49° 56′ 36,6″ N, 11° 3′ 58,5″ O) Karte: 1130682025 auf OpenStreetMap |              |
| weitere Bilder                  | 60, ND-03899 | Steinerne Rinne bei Roschlaub             | Roschlaub        | 236t, 235t, 234t, 233t, 231t, 229t, 180t, 162t             | ca. 800 m nördlich von Roschlaub (50° 1′ 26,4″ N, 11° 1′ 44,4″ O) Karte: 1128135361 auf OpenStreetMap                                                  |              |
| weitere Bilder                  | 61, ND-03526 | Kilianseiche                              | Scheßlitz        | 94/2                                                       | an der Abzweigung der Hauptstraße zum Friedhof bei der Ziegelmühle (49° 58′ 37,5″ N, 11° 2′ 11,1″ O)                                                   |              |
|                                 | 62, ND-03525 | 1 Eiche                                   | Scheßlitz        | 536                                                        | an der Abzweigung Demmelsdorfer Straße – Altenbach (49° 58′ 27″ N, 11° 2′ 19″ O)                                                                       |              |
|                                 | 63, ND-03512 | Dolomitfels „Kleiner Roter Stein“         | Stübig           | 233                                                        | ca. 600 m südöstlich von Stübig am Steilhang des Rötelsberges (50° 0′ 30,7″ N, 11° 4′ 54,7″ O)                                                         |              |
|                                 | 64, ND-03513 | Dolomitfels „Großer Roter Stein“          | Stübig           | 233                                                        | ca. 600 m südöstlich von Stübig am Steilhang des Rötelsberges (50° 0′ 32,1″ N, 11° 4′ 55,3″ O)                                                         |              |
|                                 | 65, ND-03511 | Ellerbachquelle „Roßdacher Quelle“        | Weichenwasserlos | 433                                                        | südlich der Staatsstraße 2210, ca. 300 m nordöstlich von Roßdach (50° 1′ 26,3″ N, 11° 5′ 33,8″ O)                                                      |              |
|                                 | 66, ND-03510 | Brühlinde                                 | Weichenwasserlos | 556                                                        | an der Ortsverbindungsstraße nach Kümmersreuth ca. 700 m nördlich von Roßdach (50° 1′ 40,8″ N, 11° 5′ 10,3″ O)                                         |              |
|                                 | 67, ND-03902 | 1 Linde                                   | Windischletten   | 343                                                        | ca. 800 m nordwestlich von Windischletten (50° 0′ 14,8″ N, 10° 59′ 22,5″ O)                                                                            |              |
| weitere Bilder                  | 68, ND-03527 | Felsgruppe Nebelstein mit Nürnberger Turm | Würgau           | 428/2, 428                                                 | ca. 500 m östlich von Würgau (49° 58′ 51,7″ N, 11° 5′ 57,4″ O) Karte: 1128138354 auf OpenStreetMap                                                     |              |

### Stadelhofen
In Stadelhofen gab es diese Naturdenkmäler.
| Bild | Nummer       | Bezeichnung              | Ortsteil    | Flurstück | Lage | Beschreibung                                                                                 |
| ---- | ------------ | ------------------------ | ----------- | --------- | --- | -------------------------------------------------------------------------------------------- |
|      | 70, ND-03528 | Felsgruppe               | Steinfeld   | 1105      | ca. 500 m westlich des Ortsausganges Richtung Würgau, nördlich der B 22 (49° 58′ 53,2″ N, 11° 8′ 49,3″ O) |                                                                                              |
|      | ND-07067     | 2 Linden bei Stadelhofen | Stadelhofen | 2612      | (49° 59′ 54,5″ N, 11° 11′ 38,6″ O)                                                                        | Schutzgrund: Die Bäume bereichern und prägen durch ihre Schönheit und Dominanz das Ortsbild. |

### Strullendorf
In Strullendorf gab es diese Naturdenkmäler.
| Bild | Nummer       | Bezeichnung         | Ortsteil         | Flurstück | Lage | Beschreibung                                                                                 |
| ---- | ------------ | ------------------- | ---------------- | --------- | --- | -------------------------------------------------------------------------------------------- |
|      | 71, ND-03541 | Friedhoflinde       | Amlingstadt      | 79/1      | auf der Straßenböschung südlich des Friedhofs in Amlingstadt (49° 51′ 15,3″ N, 10° 59′ 43,9″ O)             |                                                                                              |
|      | 72, ND-03540 | Lindengruppe        | Roßdorf am Forst | 221       | am westlich Ortsausgang Richtung Strullendorf, südlich der Straße am Kreuz (49° 51′ 55″ N, 10° 59′ 37,2″ O) |                                                                                              |
|      | ND-06936     | 2 Linden in Leesten | Leesten          | 176       | (49° 52′ 6,2″ N, 11° 1′ 44,8″ O)                                                                            | Schutzgrund: Die Bäume bereichern und prägen durch ihre Schönheit und Dominanz das Ortsbild. |

### Walsdorf
In Walsdorf gab es dieses Naturdenkmal.
| Bild           | Nummer       | Bezeichnung | Ortsteil | Flurstück | Lage | Beschreibung |
| -------------- | ------------ | ----------- | -------- | --------- | --- | ------------ |
| weitere Bilder | 75, ND-03537 | 1 Eiche     | Walsdorf | 650/1     | im jüdischen Friedhof westlich von Walsdorf, südlich der Staatsstraße 2279 (49° 52′ 10,6″ N, 10° 46′ 13,1″ O) |              |

### Wattendorf
In Wattendorf gab es diese Naturdenkmäler.
| Bild | Nummer       | Bezeichnung | Ortsteil       | Flurstück | Lage | Beschreibung |
| ---- | ------------ | ----------- | -------------- | --------- | --- | ------------ |
|      | 76, ND-04418 | Doline      | Gräfenhäusling | 272       | ca. 800 m südwestlich von Gräfenhäusling (49° 59′ 57,4″ N, 11° 7′ 25,2″ O) Karte: 1128194879 auf OpenStreetMap |              |
|      | 77, ND-04419 | Doline      | Gräfenhäusling | 454       | ca. 500 m westlich von Roßdorf a. B. (49° 59′ 36,4″ N, 11° 7′ 25,6″ O) Karte: 1128194878 auf OpenStreetMap     |              |
|      | 78, ND-04420 | Doline      | Gräfenhäusling | 434       | ca. 1,5 km südwestlich von Gräfenhäusling (49° 59′ 43,8″ N, 11° 7′ 0,4″ O)                                     |              |
|      | 79, ND-03509 | 2 Linden    | Wattendorf     | 1133      | am westlichen Ortsausgang Richtung Scheßlitz, südlich der Staatsstraße 2210 (50° 1′ 57″ N, 11° 7′ 16,6″ O)     |              |

### Zapfendorf
In Zapfendorf gab es dieses Naturdenkmal.
| Bild | Nummer       | Bezeichnung | Ortsteil | Flurstück | Lage                                                            | Beschreibung |
| ---- | ------------ | ----------- | -------- | --------- | --------------------------------------------------------------- | ------------ |
|      | 82, ND-03901 | 1 Linde     | Lauf     | 653       | am Lindenplatz vor Haus Nr. 8. (50° 0′ 9,5″ N, 10° 56′ 41,7″ O) |              |

## Ehemalige Naturdenkmäler
| Bild | Nummer       | Bezeichnung | Ort      | Flurstück | Lage                                                           | Beschreibung                                                        |
| ---- | ------------ | ----------- | -------- | --------- | -------------------------------------------------------------- | ------------------------------------------------------------------- |
|      | 53, ND-03515 | 1 Linde     | Mürsbach | 140       | am Treppenaufgang zur Kirche (50° 3′ 42,9″ N, 10° 51′ 42,7″ O) | wegen mangelnder Standsicherheit aufgrund von Wurzelschaden gefällt |